# Lijst van voetbalinterlands Bolivia - Colombia (vrouwen)
Deze lijst van voetbalinterlands is een overzicht van alle officiële voetbalinterlands tussen de nationale vrouwenteams van Bolivia en Colombia. De landen hebben tot nu toe vier keer tegen elkaar gespeeld.

## Wedstrijden
| № | Plaats  | Datum            | Competitie                | Wedstrijd          | Uitslag |
| - | ------- | ---------------- | ------------------------- | ------------------ | ------- |
| 1 | Pereira | 13 augustus 2005 | Bolivariaanse Spelen 2005 | Colombia − Bolivia | 3 − 1   |
| 2 | Sucre   | 25 november 2009 | Bolivariaanse Spelen 2009 | Bolivia − Colombia | 2 − 4   |
| 3 | Cali    | 11 juli 2022     | Copa América 2022         | Bolivia − Colombia | 0 − 3   |
| 4 | Quito   | 22 juli 2025     | Copa América 2025         | Colombia − Bolivia | 8 − 0   |

## Samenvatting
| Competitie           | Totaal gespeeld | Winst Bolivia | Gelijk | Winst Colombia | Doelsaldo Bolivia – Colombia |
| -------------------- | --------------- | ------------- | ------ | -------------- | ---------------------------- |
| Copa América         | 2               | 0             | 0      | 2              | 0 − 11                       |
| Bolivariaanse Spelen | 2               | 0             | 0      | 2              | 3 − 7                        |
| Totaal               | 4               | 0             | 0      | 4              | 3 − 18                       |